# Kostel svatého Martina (Blížejov)
Kostel svatého Martina v Blížejově je římskokatolický filiální kostel zasvěcený svatému Martinovi. Pochází z konce 13. století. Jádro stavby je gotické, později přestavované. Kostel byl upraven kolem roku 1556 pánem z Chotiměře jménem Kašpar Gottfried ze Žebnice řečený Bernášek. Kostel má boční věž a gotický vchod a raně barokní štít. Renesanční portál obsahuje heraldickou výzdobou – je analogický s portály horšovskotýnského zámku z roku 1556. Další stavební úpravy proběhly v první polovině 17. století a ve druhé třetině 18. století.

## Stavební podoba
Kostel sv. Martina v Blížejově je podélná jednolodní stavba s věží při jihozápadním nároží, s polygonálním chórem, k němuž na severu přiléhá sakristie. Věž je nečleněná a má střílnová okénka. Nároží jejího posledního patra člení masivní polosloupy s kompozitními hlavicemi, nesoucími hlavní, do půlkruhu vypnutou římsu, doplněnou páskovými výplněmi. Střechy kostela jsou sedlové a valbové. Průčelí lodi i chóru jsou hladce omítaná, členěná jen profilovanou hlavní římsou. Okna s hlubokými špaletami nemají rámy, v ose chóru je zachováno gotické okno se zbytkem kružby. Západní průčelí má v ose nově upravené edikuly. Ve zvlněné ukončující římse je vsazen nový pravoúhlý vstup a po jeho obou stranách a ve výši kruchty jsou čtvercová okénka. Na jižní stěně je přiložen volutovými pilastry členěný štít, ukončený půlkruhovým tympanonem s piniovými šiškami na boku.